# Jordan Burroughs
Jordan Ernest Burroughs (Camden, 8 luglio 1988) è un lottatore statunitense nella categoria 74 kg (libera), categoria in cui si è laureato campione olimpico ai Giochi della XXX Olimpiade di Londra.
È stato cinque volte campione iridato, vincendo i mondiali di Istanbul 2011, Budapest 2013, Las Vegas 2015, Parigi 2017 e Oslo 2021. Ha vinto tre edizioni consecutive dei Giochi panamericani da Guadalajara 2011 a Lima 2019.

## Palmarès
- Giochi olimpici

Londra 2012: oro nei 74 kg.
- Mondiali

Istanbul 2011: oro nei 74 kg.
Budapest 2013: oro nei 74 kg.
Tashkent 2014: bronzo nei 74 kg.
Las Vegas 2015: oro nei 74 kg.
Parigi 2017: oro nei 74 kg.
Budapest 2018: bronzo nei 74 kg.
Nur-Sultan 2019: bronzo nei 74 kg.
Oslo 2021: oro nei 79 kg.
- Giochi panamericani

Guadalajara 2011: oro nei 74 kg.
Toronto 2015: oro nei 74 kg.
Lima 2019: oro nei 74 kg.
- Campionati panamericani

Città del Messico 2014: oro nei 74 kg.
Frisco 2016: oro nei 74 kg.
Buenos Aires 2019: oro nei 74 kg.